# Sant Jaume de la Torre d'Elna

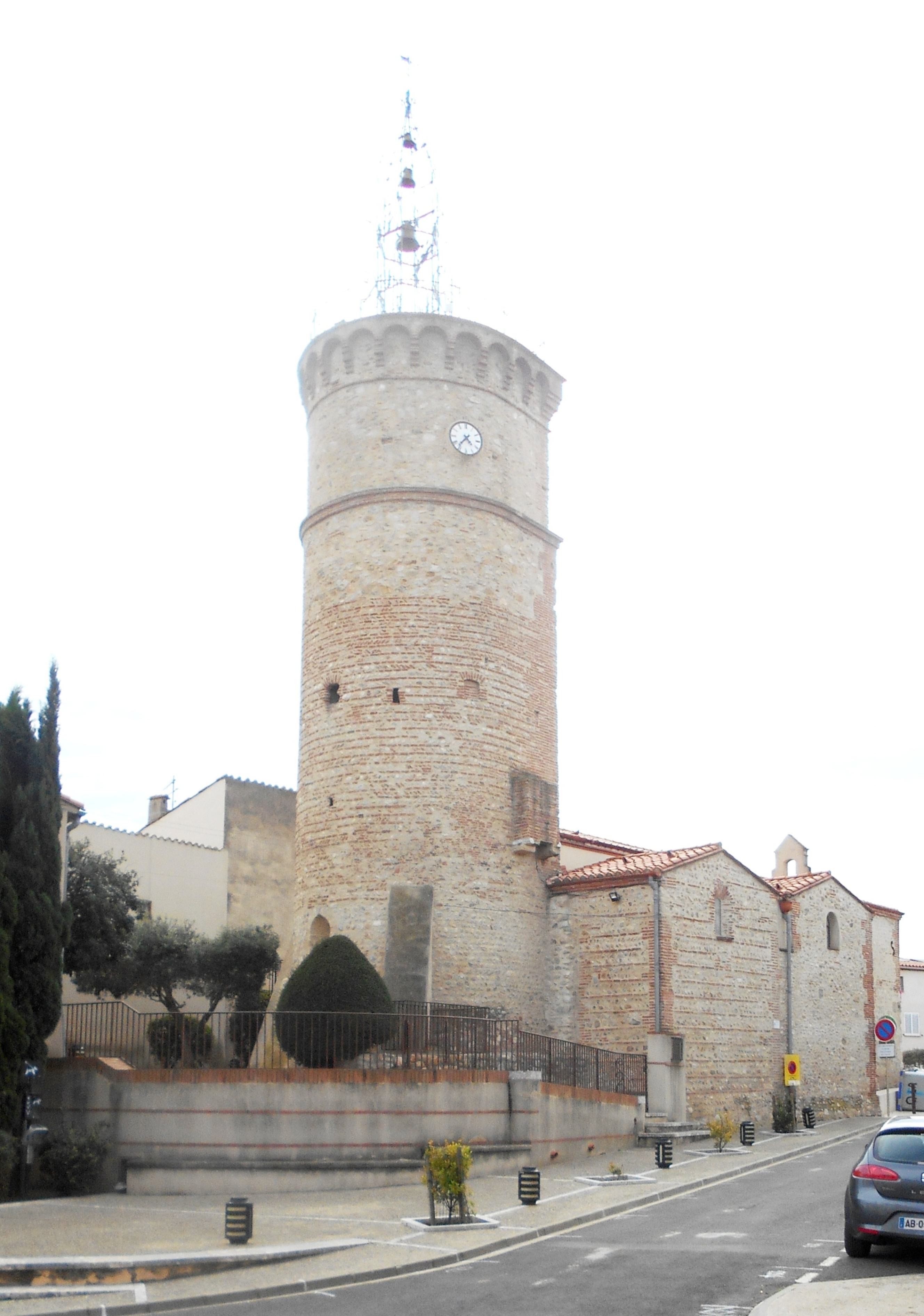
La torre campanar

Sant Jaume de la Torre d'Elna és l'església parroquial del poble de la Torre d'Elna, de la comarca del Rosselló, a la Catalunya del Nord.
Està situada al bell mig de la població. Al seu entorn s'organitzà la primitiva cellera, de la qual actualment queda poca cosa més que l'espai que ocupava, la major part convertit en plaça, en l'actualitat.

## Història
El lloc de la Torre d'Elna està documentat, amb el nom d'Asillac, el segle X: el 938 consta una venda de Gairol, fill d'Alienard, a Guadall, bisbe d'Elna, de dues terceres parts del lloc de la Torre d'Elna, altrament dita d'Asillac, que set anys més tard eren cedides per aquest bisbe a l'església d'Elna. Durant el segle xi aquestes propietats foren infeudades als senyors de Salses - Pià; així, el 1103 Guillem Bernat de Pià bescanviava aquesta església per un mas de Juegues, de manera que l'església d'Elna en recuperà el domini el 1139.

## L'església actual
L'església actual és una construcció del segle xviii, que substituí la primitiva església parroquial romànica, de la qual no roman res. Té un campanar afegit a la capçalera de la nau, de planta semicircular, que presenta una façana plana en la cara que queda damunt de la coberta de la nau de l'església. Més alt que l'església, amb aspecte de torre de guaita, podria tractar-se de l'antiga torre que dona nom al poble.
El temple és d'una sola nau, orientada de ponent a llevant, com correspondria a una església romànica, la meitat oriental de la nau té dues capelles laterals a casa costat.